# 元和 (唐朝)
元和（806年正月—821年正月）是唐憲宗的年號，共计15年。
元和十五年闰正月唐穆宗李恒即位沿用。

## 改元
- 永貞二年——正月二日，改元元和元年。[2][3][4]
- 元和十五年——正月二十七日，唐憲宗去世；閏正月三日，唐穆宗繼之。二月五日，改元永新元年，不久廢除，仍用元和十五年。[5][6][7]
- 元和十六年——正月四日，改元長慶元年。[5][6][7]

## 大事記
《元和姓纂》、《元和郡縣圖誌》完成。

## 逝世
- 李賀
- 柳宗元

## 紀年
| 元和 | 元年   | 二年   | 三年   | 四年   | 五年   | 六年   | 七年  | 八年  | 九年  | 十年  |
| ---- | ------ | ------ | ------ | ------ | ------ | ------ | ----- | ----- | ----- | ----- |
| 公元 | 806年  | 807年  | 808年  | 809年  | 810年  | 811年  | 812年 | 813年 | 814年 | 815年 |
| 干支 | 丙戌   | 丁亥   | 戊子   | 己丑   | 庚寅   | 辛卯   | 壬辰  | 癸巳  | 甲午  | 乙未  |
| 元和 | 十一年 | 十二年 | 十三年 | 十四年 | 十五年 | 十六年 |       |       |       |       |
| 公元 | 816年  | 817年  | 818年  | 819年  | 820年  | 821年  |       |       |       |       |
| 干支 | 丙申   | 丁酉   | 戊戌   | 己亥   | 庚子   | 辛丑   |       |       |       |       |

## 同期存在的其他政权年号
- 中國
  - 正曆（795年－809年）：渤海—渤海康王大嵩璘之年號
  - 永德（810年－812年）：渤海—渤海定王大元瑜之年號
  - 朱雀（813年－817年）：渤海—渤海僖王大言義之年號
  - 太始（818年）：渤海—渤海簡王大明忠之年號
  - 建興（819年－830年）：渤海—渤海宣王大仁秀之年號
  - 上元（784年－808年）：南詔—異牟尋之年號
  - 应道（809年）：南詔—尋閣勸之年號
  - 龍興（810年－816年）：南詔—勸龍晟之年號
  - 全义（816年－819年）：南詔—勸利晟之年號
  - 大豐（820年－823年）：南詔—勸利晟之年號
  - 彝泰（815年－838年）：吐蕃—可黎可足贊普赤祖德贊之年號
- 日本
  - 延曆（782年－806年）：平安時代—桓武天皇之年號
  - 大同（806年－810年）：平安時代—平城天皇之年號
  - 弘仁（810年－824年）：平安時代—嵯峨天皇之年號

## 參看
- 中國年號索引
- 其他使用元和年號的政權
- 元和中興